# Академия наук Чехии
Академия наук Чешской Республики (чеш. Akademie věd České republiky) — национальная научная организация Чешской Республики, организована в 1993 году в Праге. Её предшественниками были Чешское королевское научное общество (1790), Чешская академия наук, словесности и искусств (1890), Чехословацкая академия наук (1952).

## Председатели академии
- Иржи Велеминский[чеш.] — до 25 февраля 1993 года.
- Рудольф Заградник[чеш.] — с 25 февраля 1993 по 24 марта 2001 года.
- Хелена Иллнерова[чеш.] — с 27 марта 2001 по 24 марта 2005 года.
- Вацлав Пачес[чеш.] — с 24 марта 2005 по 24 марта 2009 года.
- Иржи Драгош — с 24 марта 2009 по 24 марта 2017 года.
- Эва Зажималова — с 25 марта 2017 года.

## Структура
АН ЧР имеет в своем составе 51 институт, которые разделены на 3 исследовательские области и 9 секций.

### Область наук о неживой природе
1. Секция математики, физики и информатики
- Астрономический институт АН ЧР
- Институт физики АН ЧР
- Институт математики АН ЧР
- Институт информатики АН ЧР
- Институт ядерной физики АН ЧР
- Институт теории информации и теории управления АН ЧР

2. Секция прикладной физики
- Институт физики материалов АН ЧР
- Институт физики плазмы АН ЧР
- Институт гидродинамики АН ЧР
- Институт научной аппаратуры АН ЧР
- Институт радиотехники и электроники АН ЧР
- Институт термомеханики АН ЧР

3. Секция наук о Земле
- Институт теоретической и прикладной механики АН ЧР
- Геофизический институт АН ЧР
- Геологический институт АН ЧР
- Институт физики атмосферы АН ЧР
- Институт геоники АН ЧР
- Институт структуры и механики горных пород АН ЧР

### Область биологических и химических наук
4. Секция химических наук
- Институт неорганической химии
- Институт химических процессов АН ЧР
- Институт физической химии Ярослава Хейровского АН ЧР
- Институт аналитической химии АН ЧР
- Институт макромолекулярной химии АН ЧР
- Институт органической химии и биохимии АН ЧР

5. Секция биологических и медицинских наук
- Биофизический институт АН ЧР
- Биотехнологический институт АН ЧР
- Физиологический институт АН ЧР
- Микробиологический институт АН ЧР
- Институт экспериментальной ботаники АН ЧР
- Институт экспериментальной медицины АН ЧР
- Институт молекулярной генетики АН ЧР
- Институт физиологии и генетики животных АН ЧР

6. Секция биолого-экологических наук
- Биологический центр АН ЧР
  - Энтомологический институт АН ЧР
  - Гидробиологический институт АН ЧР
  - Паразитологический институт АН ЧР
  - Институт молекулярной биологии растений АН ЧР
  - Институт биологии почв АН ЧР
- Ботанический институт АН ЧР
- Институт биологии позвоночных АН ЧР
- Институт биологических и экологических систем АН ЧР

### Область гуманитарных и общественных наук
7. Секция социально-экономических наук
- Экономический институт АН ЧР
- Психологический институт АН ЧР
- Социологический институт АН ЧР
- Институт государства и права АН ЧР

8. Секция исторических наук
- Археологический институт АН ЧР
- Археологический институт АН ЧР в Брне
- Исторический институт АН ЧР
- Масариков институт — Архив АН ЧР
- Институт истории искусств АН ЧР
- Институт истории новейшего времени АН ЧР

9. Секция гуманитарных и филологических наук
- Этнологический институт АН ЧР
- Философский институт АН ЧР
- Институт востоковедения АН ЧР
- Славянский институт АН ЧР
- Институт чешской литературы АН ЧР
- Институт чешского языка АН ЧР